# Кимйонгюр, Бахар
Бахар Кимйонгюр (тур. Bahar Kimyongür, род. 28 апреля 1974) — бельгийский леворадикал турецкого происхождения. Сторонник Революционной Народно-Освободительной Партии-Фронта (DHKP-C). Основной фигурант международной компании за освобождение политических заключенных.